# Ramadan

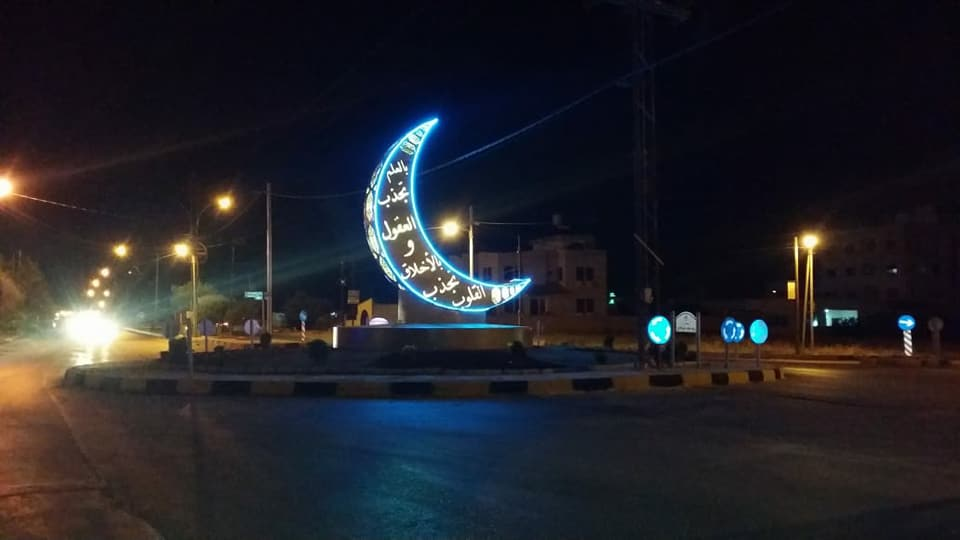
Semilună decorată, colorată și iluminată în timpul Ramadanului, în Iordania

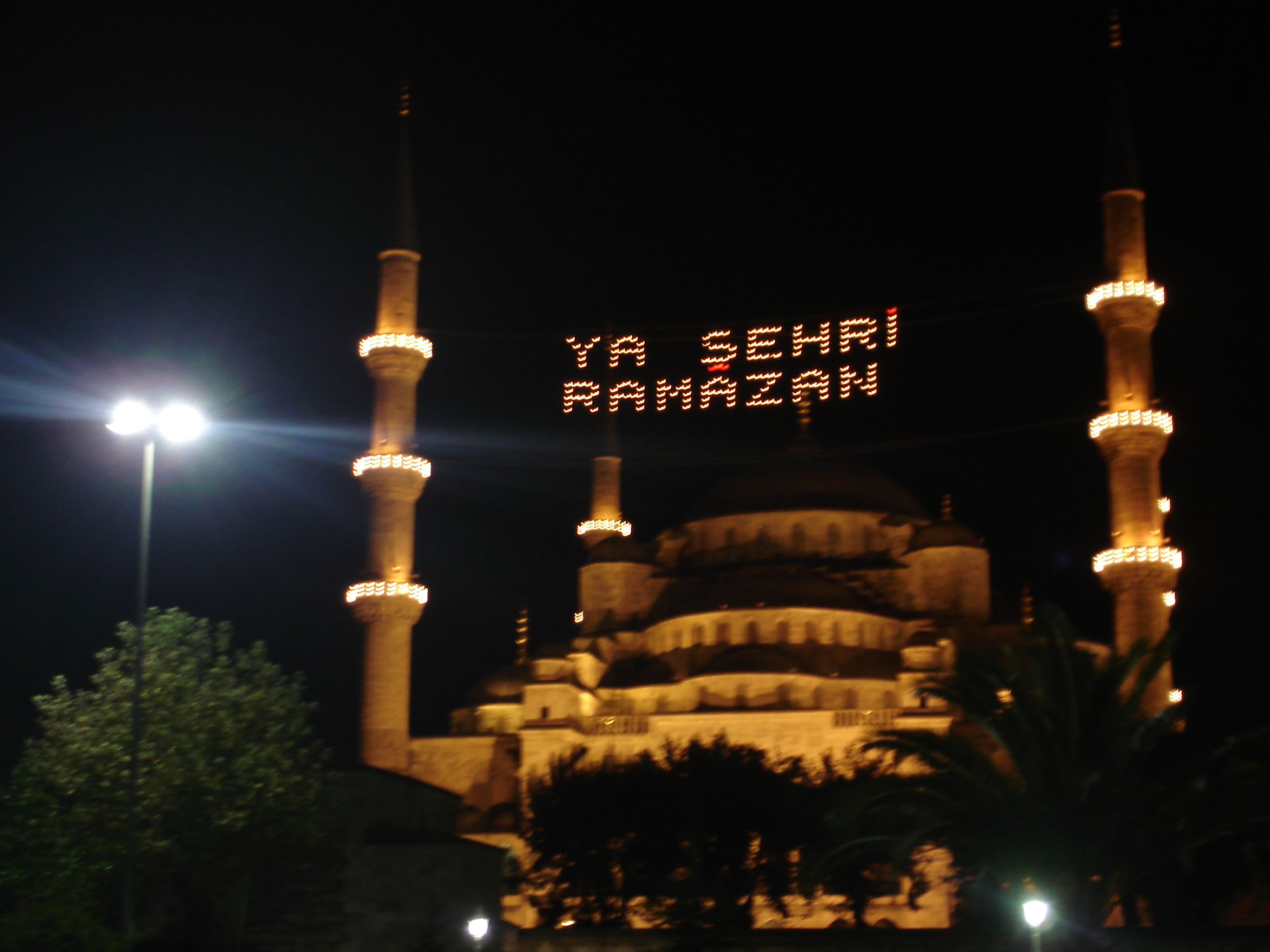
Moscheea sultanului Ahmed din Istanbul

Ramadanul (în arabă رمضان, Ramaḍān, în persană Ramazan, în turcă Ramazan)  este a noua lună a calendarului Islamic și marchează perioada postului obligatoriu pentru toți musulmanii. De asemenea este un moment important pentru comemorarea istoriei sacre a Islamului. Acest act, postul, reprezintă unul dintre cei cinci stâlpi ai Islamului și necesită abținerea de la orice fel de mâncare, băutură și activitate sexuală de la răsăritul până la apusul zilelor.
„…Mâncați și beți până ce veți putea deosebi în zori un fir alb de un fir negru! Apoi postiți până în noapte și nu vă împreunați cu femeile voastre, ci stați și chibzuiți în locurile de rugăciune…”—Coran, sura 2-Vaca: 187., 
Luna Ramadan este o lună binecuvântată și este comemorată Laylat al-Qadri (noaptea destinului), reprezentând pogorârea Coranului. Recitarea și lecturarea Coranului sunt practicate cu deosebire în această lună.
Postul se încheie prin Sărbătoarea ruperii postului „aid al-fitr”.
Luna a noua a calendarului musulman, însemnând în limba arabă „mare căldură”, desemnează luna sacră de încetare a ostilităților în tradiția arabă preislamică.  În raport cu calendarul gregorian, cel musulman cuprinde doar 354 de zile, motiv pentru care Ramadanul este decalat în fiecare an.

## Istorie

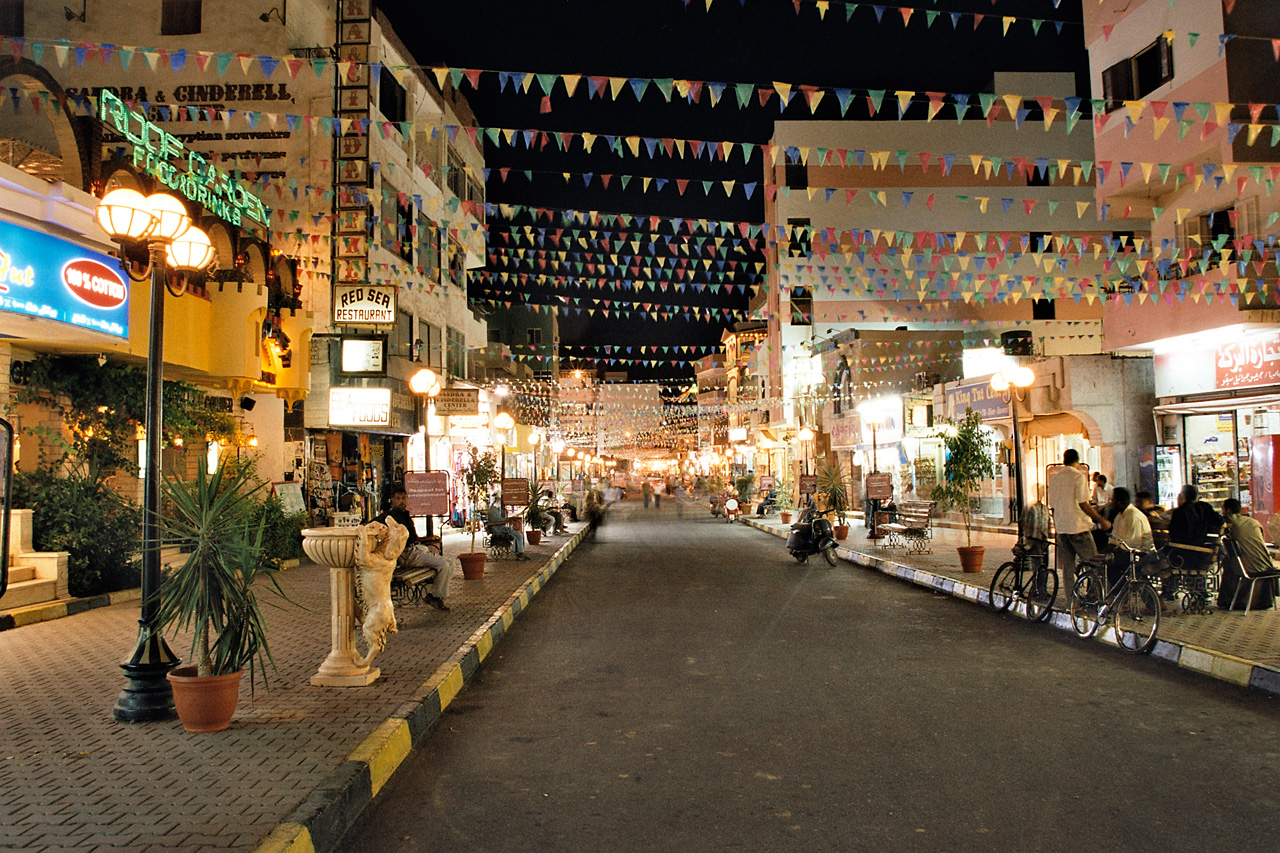
Hurghada (din Egipt), în timpul Ramazanului (octombrie 2004 d.C.)

Luna Ramadan este considerată a fi luna sfântă a anului, deoarece este luna în care a fost revelat Coranul. Cartea sfântă i-a fost revelată lui Muhammad în Noaptea Destinului (Laylat al-Qadri).  
Luna Ramadan este marcată de post (sawm), a cărui respectare timp de o lună constituie o obligație pentru fiecare musulman. Începutul său este determinat de către autoritățile religioase sau prin calcule astronomice și trebuie să corespundă cu luna nouă.
În timpul postului oamenii sunt încurajați să asculte recitările din Coran și să își îmbunătățească propriile cunoștințe. Perioada postului nu este o noutate adusă de Islam, aceasta fiind moștenită de la religiile de dinainte. Tradiția postului observată la evrei în timpul sărbătorii Yom Kippur, conectată cu revelarea cărții sfinte Tora, lui Moise. În Coran se menționează că postul le-a fost lăsat musulmanilor așa cum mai înainte le fusese lăsat evreilor. "O, voi ce credeți! Și vouă vă este scris postul, precum a fost scris și leaturilor dinaintea voastră. Poate vă veți teme!" (Coran, 2- sura Vaca: 183).
În cursul Ramadanului, luna în care a fost revelat Coranul, toți musulmanii în vârstă de peste 7 - 10 ani erau obligați să se abțină de la mâncare, băutură, relații sexuale, din zori și până la căderea nopții, erau exceptați cei prea debili fizic, bolnavii mintal, cei care efectuau munci grele sau se aflau în război ori în călătorie. Acesta era considerat un gest solemn de pocăință și de negare a sinelui de dragul lui Dumnezeu. Musulmanii care țineau post își începeau ziua cu o declarație de intenție și își puteau petrece noaptea cu rugăciuni speciale. În acest fel musulmanii se apropie de Dumnezeu și unii de alții. Postul ținut alături de un întreg sat sau oraș întărea sentimentul apartenenței la o singură comunitate. Orele de după căderea nopții puteau fi petrecute în vizită și cu mese luate în comun. Sfârșitul Ramadanului era marcat de una dintre cele mai mari sărbători ale anului liturgic, cu mai multe zile de petreceri, vizite și cadouri.

## Date importante
Începutul și sfârșitul Ramadanului sunt determinate conform calendarului lunar.
Lungimea și durata Ramadanului variază de la o țară la alta în fiecare parte a lumii, în funcție de orbita soarelui din fiecare regiune. În medie, musulmanii postesc de la 12 la 16 ore pe zi. De exemplu, musulmanii care trăiesc în țări precum Indonezia, Malaezia, Australia, Africa de Sud și Noua Zeelandă postesc doar aproximativ 11 până la 12 ore, în timp ce oamenii din regiuni polare precum Canada, Norvegia, Rusia, Finlanda și Suedia trebuie să postească de la 16 ore la 17 ore.
Deoarece perioada Ramadanului adoptă calendarul lunar care are 354 de zile, sunt posibile și ocazii în care două Ramadanuri au loc într-un an gregorian.
Hassan Ahmed Al Hariri, directorul executiv al Dubai Astronomy Group, a observat că vor avea loc două Ramadanuri în 2030: unul la începutul lunii ianuarie și altul la sfârșitul lunii decembrie. În acel an, aid al-Fitr va cădea la începutul lunii februarie, iar cel de-al doilea Ramadan va începe imediat după sezonul Crăciunului din decembrie.
„Calendarul solar și calendarul lunar rulează separat unul de celălalt și sunt diferite. Cel solar este fixat cu soarele, în timp ce calendarul lunar este întotdeauna cu 11 zile mai scurt. Deci, a avea două Ramadane este un rezultat natural al a avea două calendare diferite”—Hassan Ahmed Al Hariri, Esquire Middle East
Fenomenul s-a întâmplat și în 1997, când primul Ramadan a început pe 10 ianuarie, iar al doilea a urmat pe 31 decembrie. Se întâmplă la fiecare 33 de ani și se așteaptă să se întâmple din nou în 2063.

### Începutul și încheierea Ramadanului
Începutul postului este determinat vizual când luna nouă este văzută la sfârșitul lunii a opta, Shaaban. De asemenea luna se sfârșește prin apariția unei noi luni în a zecea lună, Shawwal cu cele trei zile de sărbătoare a Întreruperii postului. Întâi apărut pe durata verii în calendarul solar al arabilor din perioada pre-islamică, Ramadan a devenit o lună lunară o dată cu apariția Islamului și avansează cu 11-12 zile în fiecare an, în raport cu calendarul solar.
Conform tradiției, arhanghelul Gavriil i s-a arătat profetului Muhammad în cea de-a 27-a noapte a lunii Ramadan, pentru a-i revela Coranul. Înainte de celebrarea acestui eveniment important din islam, postul a fost introdus în timpul acestei luni sacre, în al doilea an al hejirei (anul 624 al erei creștine).
Postul se încheie prin Sărbătoarea ruperii postului „aid al-fitr”.

### Noaptea Destinului
Noaptea destinului, Laylat al-Qadri, este considerată cea mai sfântă noapte a anului. Este noaptea în care Coranul i-a  fost revelat profetului Muhammad de către îngerul Gavriil, fiind a 27-a noapte a lunii Ramadan. este o noapte prielnică pentru rugăciuni și invocări, considerându-se că este mai benefică decât mii de luni de rugăciuni. Astfel că mulți musulmani petrec o parte din noapte, sau chiar toată noaptea rugându-se și citind din Coran.
„În luna Ramadan a fost pogorât Coranul drept călăuzire oamenilor cu dovezi vădite ale călăuzirii și Legii. Acel dintre voi care este prezent în această lună, s-o petreacă în post...”—Coran, sura 2- Vaca: 185., 

### Evenimente din timpul Ramadanului
De-a lungul timpului în lunile care marcau Ramadanul au avut loc diverse evenimente importante pentru civilizația Islamică. Evenimente istorice sacre din perioada ramadanului:
- moartea Hadijei (prima soție a lui Muhammad) în 619
- nașterea Fatimei (fiica lui Muhammad și mama imamilor șiiți)
- asasinarea lui Ali ibn Abi Talib (al 4 lea calif și primul imam șiit) în 661

## Practici religioase

### Postul

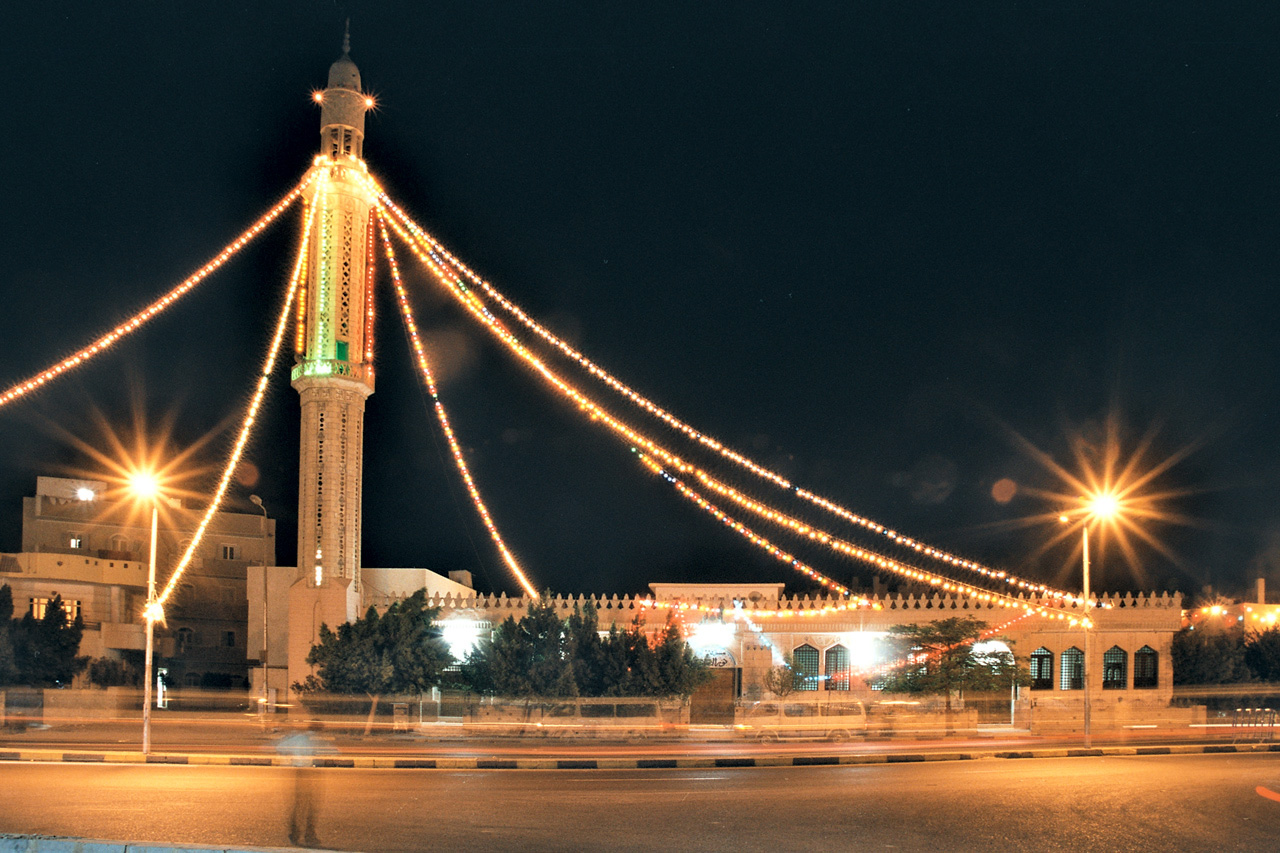
Moscheea "Hurghada" și Calea El Nasr din localitatea egipteană Dahar, în timpul Ramadanului

Postul este o disciplină spirituală pentru a obține stăpânirea de sine și o ocazie pentru ca omul să se întoarcă spre sine. În timpul zilei, cel ce postește nu poate să bea sau să mănânce, nici să se dea unei plăceri a simțului. Sunt interzise și fumatul, cântatul sau ascultatul muzicii și relațiile sexuale. După rugăciunea de seară postul este rupt printr-o masă ușoară. O masă mai substanțială este luată mai târziu și din nou una ușoară înainte de zori. În multe cartiere, precum și sate există persoane care anunță că se apropie zorii și trebuie să mănânce. Postul este obligatoriu pentru orice persoană validă, cu excepția femeilor însărcinate sau care alăptează și a copiilor mici. Călătorii sunt scutiți, dar vor trebui să recupereze zilele pierdute, la fel și bolnavii și toți cei care din diverse motive nu au ținut postul.  
„Postiți zile numărate. Acel dintre voi, care este bolnav ori plecat în călătorie, va posti apoi un număr întocmai de zile. Acel, care poate posti, însă nu o face, trebuie, ca răscumpărare, să hrănească un sărman. Acel, care face bine de la sine, va avea parte de bine, iar voi, de postiți, aveți parte de bine. o, dacă ați ști!”—Coran, sura 2- Vaca: 184., 
„... Acel, care est bolnav ori în călătorie, să postească un număr întocmai de zile altădată. Dumnezeu vrea pentru voi ceea ce este ușor, și nu ceea ce este greu, ca voi să împliniți numărul de zile de post și să îl preamăriți pe Dumnezeu care v-a călăuzit.Poate veți mulțumi!”—Coran, sura 2- Vaca: 185., 

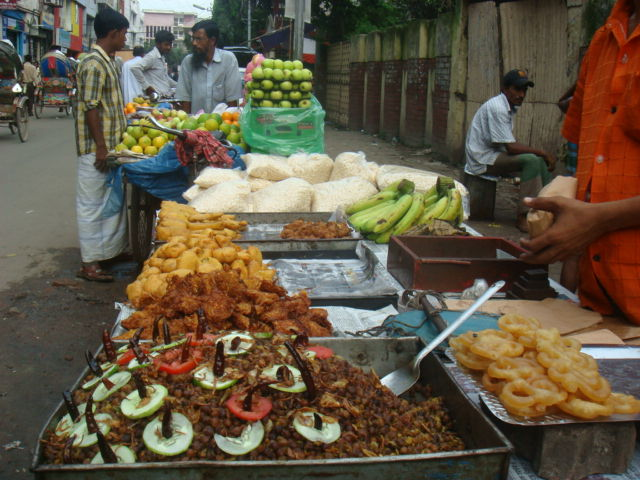
Iftar în timpul Ramadanului

Copiii încep treptat să postească, la început o jumătate de zi, o zi, mai multe zile, până când se simt capabili să respecte tot postul.
Modul de determinarea a duratei postului este strâns legat de calendarul lunar, care a fost refăcut de profet în întregime. Potrivit tradiției, numai observarea cornului lunii noi (semilunii) permitea să se fixeze începutul și sfârșitul Postului, pentru determinarea căruia calculul astronomic a fost folosit doar în perioada Fatimizilor.
Postul reprezintă o renunțare la bunurile lumești și de solidaritate față de săraci.  Acesta se încheie printr-o sărbătoare, urmată de împărțirea către săraci a unor daruri de sfârșit al postului. Se recomandau și posturi suplimentare, în afară de cele obligatorii, precum și recitarea unor rugăciuni, în timpul nopților de Ramadan.

#### Încălcarea postului
Juriștii perioadei clasice musulmane au studiat în detaliu cazurile de violare a postului, într-un spirit legalist, ilustrat și prin citatul „ Femeile care, torcând inul, apucă firele cu gura ca să le unească, pot ele să exercite această meserie în timpul postului de Ramadan. Dacă inul este din Egipt, lucrul este permis; el ar fi însă oprit dacă inul ar fi de Dimma, căci acesta are un anumit gust ce se răspândește în gură. De altfel, lucrul nu poate fi îngăduit decât dacă este vorba de femei sărace. Dacă, atunci când toarce, femeia simte un gust sărat în fundul gurii, postul ei devine ineficace.” Probleme asemănătoare se puneau în ceea ce privește pulberea fină care se împrăștie din făină, din ghips, din tanin, din cărbune, din in etc.

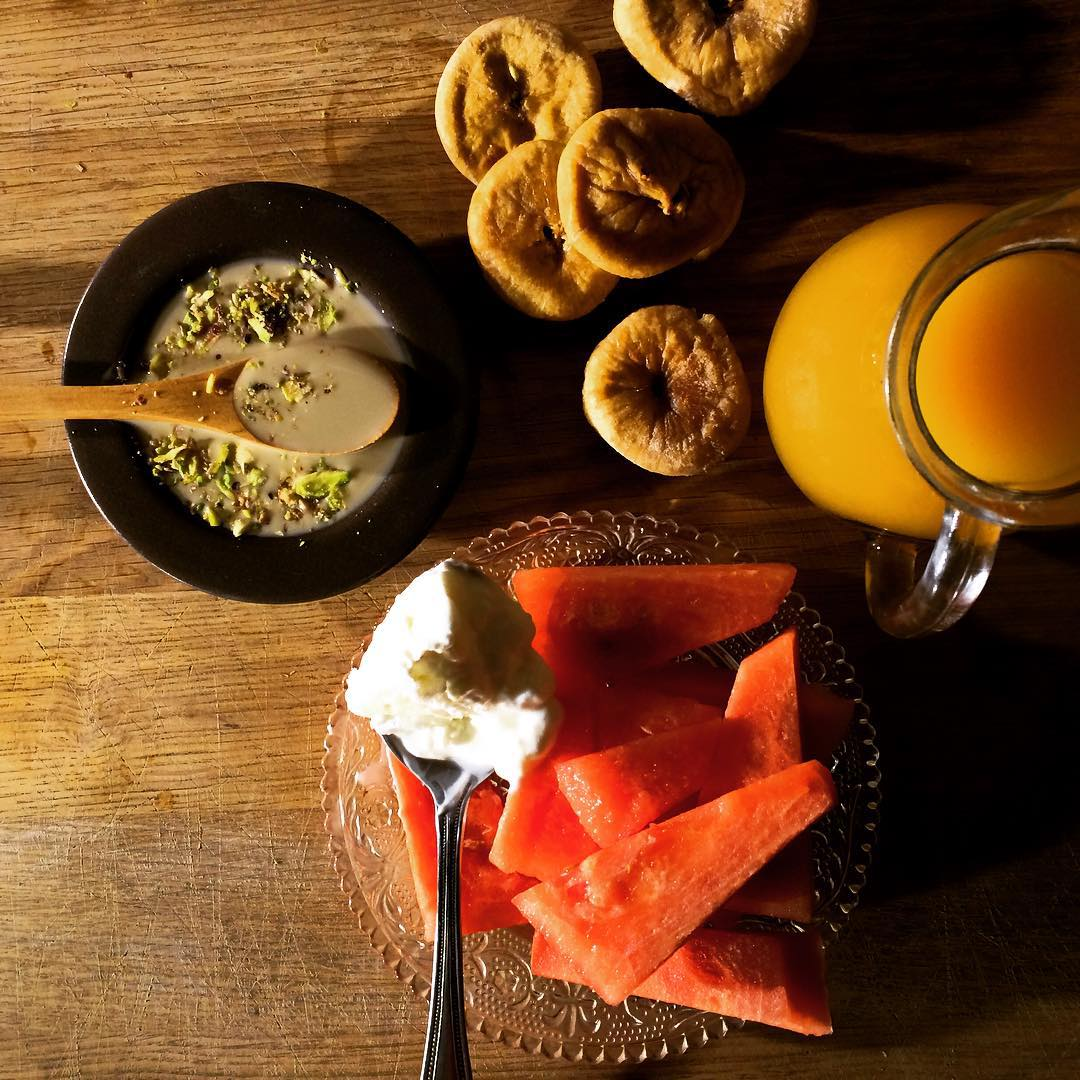
Suhur

Călcarea voită a postului: juriștii spuneau: „credinciosul care rupe postul prin legături trupești, trebuie să reînceapă postul, pentru răscumpărare, după luna Ramadanului și mai trebuie să dezrobească un sclav. Dacă nu găsește sclav, el va posti timp de două luni la rând. Dacă este incapabil de a face acest post, el va hrăni 60 de săraci. Dacă nu-i găsește, el va fi scutit de ispășirea prescrisă.” În caz de rupere involuntară datorată unei stări de impuritate, pentru femei mai ales, un post compensator trebuia îndeplinit.
În Coran este menționat ce are voie să facă fiecare credincios în parte și cât timp trebuie să postească.
„Împreunarea cu femeile voastre vă este îngăduită în nopțile de post, căci ele vă sunt vouă veșmânt, precum și voi le sunteți lor veșmânt. Dumnezeu știe că voi înșivă v-ați trăda și atunci el s-a întors către voi și v-a încuviințat. Împreunați-vă acum cu ele și cereți ceea ce Dumnezeu v-a scris! Mâncați și beți până ce veți putea deosebi în zori un fir alb de un fir negru! Apoi postiți până în noapte și nu vă împreunați cu ele, ci stați chibzuiți în locurile de rugăciune. Acestea sunt hotarele lui Dumnezeu, nu vă apropiați de ele! Așa lămurește Dumnezeu oamenilor semnele Sale. Poate se vor teme!”—Coran, sura 2- Vaca: 187., 

#### Suhur și Iftar

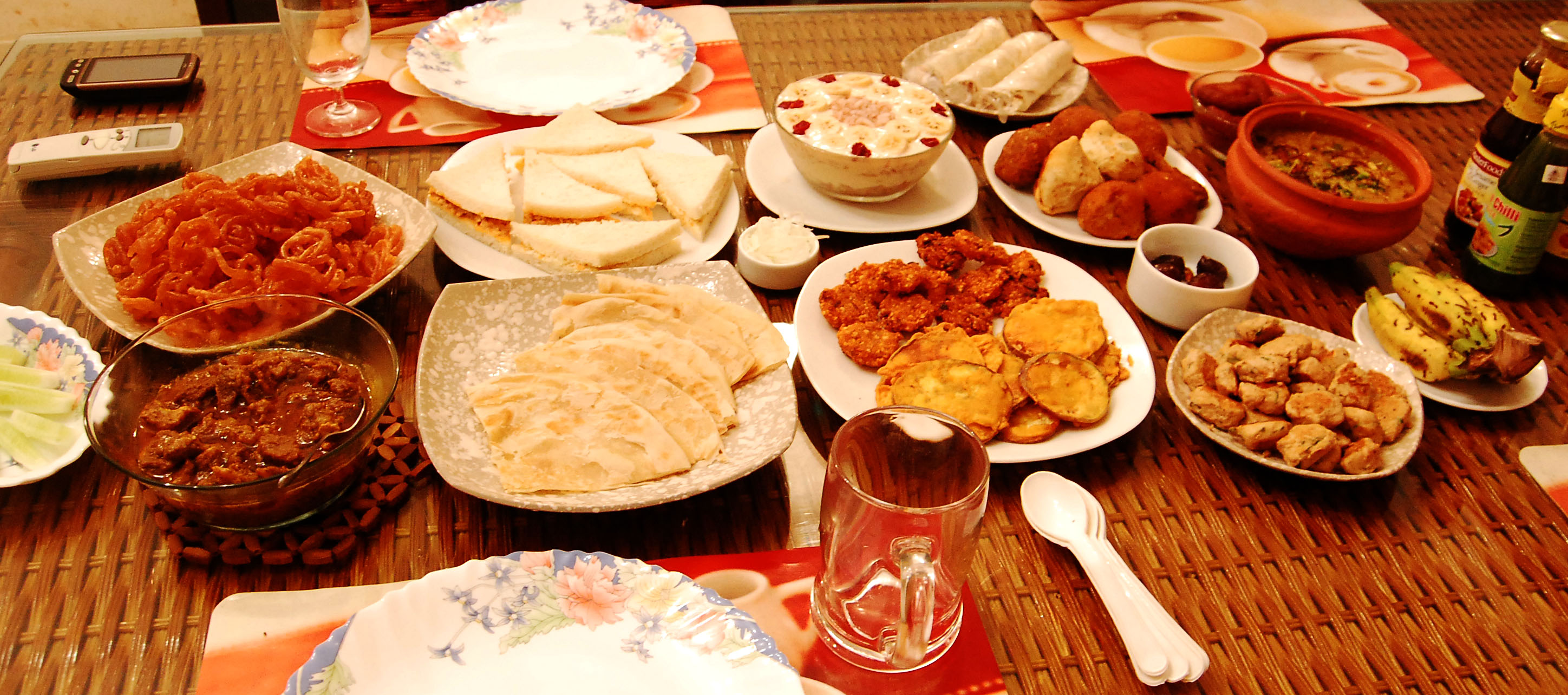
Iftar, acasă

În fiecare zi, înainte de apariția zorilor, musulmanii servesc o masă rapidă (suhur) și ușoară, urmată de prima rugăciune a zilei.
Iftar este de obicei prima masă care rupe postul. Conform tradiției, profetul Muhammad rupea postul mâncând trei curmale. în această perioadă adunările sociale sunt frecvente. Mâncărurile tradiționale sunt puse în evidență și conțin și dulciurile tradiționale, multe dintre ele fiind preparate doar în perioada Ramadanului. De obicei, desertul este partea cea mai importantă a iftarului. Acesta poate fi celebrat atât acasă, cât și în spațiul public.

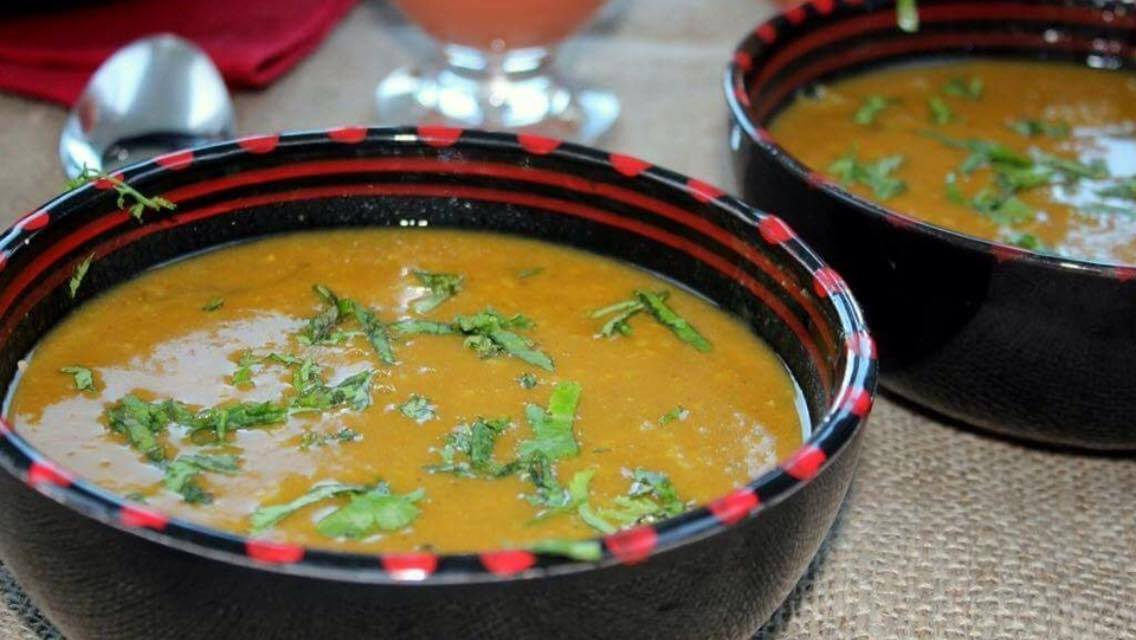
harira

Există diverse tipuri de mâncăruri și deserturi tradiționale servite seara, la întreruperea postului și la apariția zorilor. În nordul Africii rețeta favorită pentru masa cu care se întrerupe postul este o supă cremă numită harira, preparată din carne, năut, linte, roșii și ierburi proaspete. Turcii prepară o ciorbă de burtă, servită cu o pâine numită pita Ramadan. Ramadaniyya, un desert preparat din fructe uscate care au fost înmuiate în timpul nopții, este preferat în peninsula Arabă. Musulmanii din sud estul Asiei prepară un fel special din carne și curry și un desert numit dodol, preparat din zahăr, făină de orez și lapte de cocos. 

### Rugăciunea și lecturarea Coranului
Rugăciunile din timpul postului sunt foarte importante pentru fiecare musulman. De asemenea aceștia se strâng în fiecare noapte din Ramadan în moschei pentru a recita din Coran.
Pe lângă post, rugăciunile zilnice și actele de caritate, în timpul Ramadanului, musulmanii sunniți, practică rugăciuni superioare, cunoscute cu numele de tarawih, în timpul nopții și pe tot parcursul acestei luni. Musulmanii șiiți nu acceptă această formă de rugăciune. 

## Practici culturale

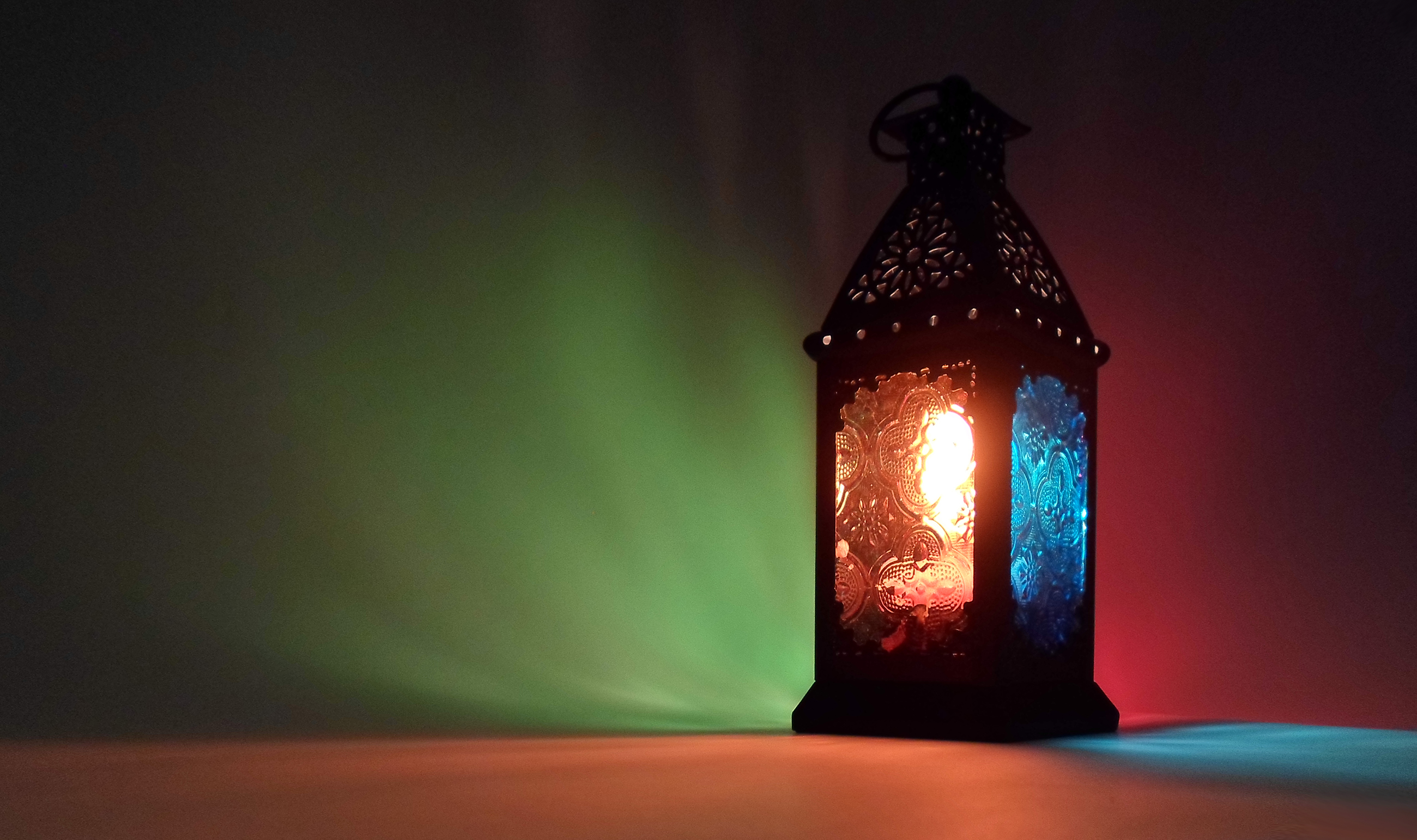
Fanus (felinar special) pentru Ramadan

În afară de mâncarea tradițională, musulmanii au și alte metode prin care sărbătoresc această lună.. Musulmanii de pretutindeni diferențiază luna Ramadan de toate celelalte luni ale calendarului islamic prin diverse festivități și adunări. Și fiecare țară musulmană are propriile tradiții, de la plimbarea copiilor din ușă-n ușă pentru a primi dulciuri la împărțirea diverselor bucate între vecini. Un obicei nelipsit este decorarea străzilor cu lumini specifice pentru perioada Ramadanului, deoarece aceasta este cea mai importantă sărbătoare religioasă. Aceste lumini reprezintă elementul vizual și este important pentru a introduce spiritul acestei luni. Decorațiunile luminoase le permit tuturor cetățenilor, musulmani sau nu, să simtă prezența și bucuria Ramadanului.
Lămpile, devenite un simbol al lunii Ramadan își au originile în timpul califatului Fatimid, în primul rând, în Egipt, unde conform tradiției, califul Al-Mu'izz li-Din Allah a fost întâmpinat de către Egipteni cu lămpi, pentru a sărbători sosirea sa în Cairo în timpul lunii sfinte a Ramadanului. În araba egipteană aceste lămpi sunt numite Fanus فانوس‎‎ . În alte țări Ramadanul se termină cu festivaluri și petreceri. Totodată, celebrarea Ramadanului a devenit o sărbătoare comercializată. Din 1980 în Statele Unite, Ramadanul a devenit singura sărbătoare musulmană de care creștinii țin cont.